# Рути Холцман
Рути Холцман (хебр. רותי הולצמן, романизовано Ruti Holtzman; Тел Авив, 20. март 1951) израелска је певачица, позоришна глумица и синхронизатор. 
Музиком је почела да се бави током служења војног рока на Синају 1969, наступајући у војничком музичком саставу, а три године касније, такође у армији, упознаје се са Јарденом Арази и Тами Азаријом и заједно са њима оснива женски поп-трио под именом Chocolate, Menta, Mastik. Група је на себе скренула пажњу међународне јавности након учешћа на Песми Евровизије у Хагу 1976. где су са песмом Emor Shalom (у преводу Реци здраво) Израелу донеле високо шесто место.
Након распада групе 1978. Холцамнова је наставила да се бави музиком наступајући у бројним мјузиклима, а свој глас је „позајмљивала” ликовима из анимираних филмова у њиховим синхронизацијама на хебрејски језик.